# William Richard Morris
William Richard Morris, 1st Viscount Nuffield, född 10 oktober 1877 i Worcester, död 22 augusti 1963 på Nuffield Place utanför Henley-on-Thames, var en brittisk biltillverkare och filantrop. Han grundade Morris Motor Company i Oxford-förorten Cowley 1910 i syfte att tillverka bilar för låginkomsttagare.
Vid 15 års ålder lämnade han skolan och började arbeta för en cykelförsäljare i Oxford. Han satte senare upp sin egen cykelverkstad i föräldrarnas hus, där han även byggde egna cyklar. Från 1894 började han delta i cykeltävlingar på sina egentillverkade cyklar i marknadsföringssyfte. I slutet av 1890-talet började han även bygga motorcyklar. 1908 sålde han sitt cykelföretag och startade istället The Morris Garage som sålde och reparerade bilar. Företaget började senare bygga egna bilar, och den första modellen som såldes kallades Morris-Oxford Light Car. I juli 1914 var produktionen uppe i hundra bilar per månad, men under första världskriget ställdes produktionen om till krigsändamål istället. Efter kriget återupptogs fullskalig bilproduktion och Morris var under det kommande decenniet den dominerande kraften i brittisk bilindustri.
Lågkonjunkturen i början av 1930-talet påverkade bilföretaget negativt, och vid denna tid hade också konkurrenter med modernare produktionsmetoder börjat dyka upp. Från 1936 var företaget åter lönsamt efter reduktioner i personalstyrkan och omorganisation. Morris fick under 1930-talet upp intresset för flygmotorer och stridsvagnar, som sedan producerades i Cowley-fabriken under andra världskriget.
Morris adlades för sina insatser för bilindustrin, först som baronet och 1938 som viscount, under namnet Viscount Nuffield. Morris hade 1925 flyttat till byn Nuffield sydost om Oxford, där han köpt egendomen Huntercombe Estate.
Med hjälp av sin förmögenhet grundade han senare ett av Oxford-universitetets college, Nuffield College.